# José Romero Aguirre

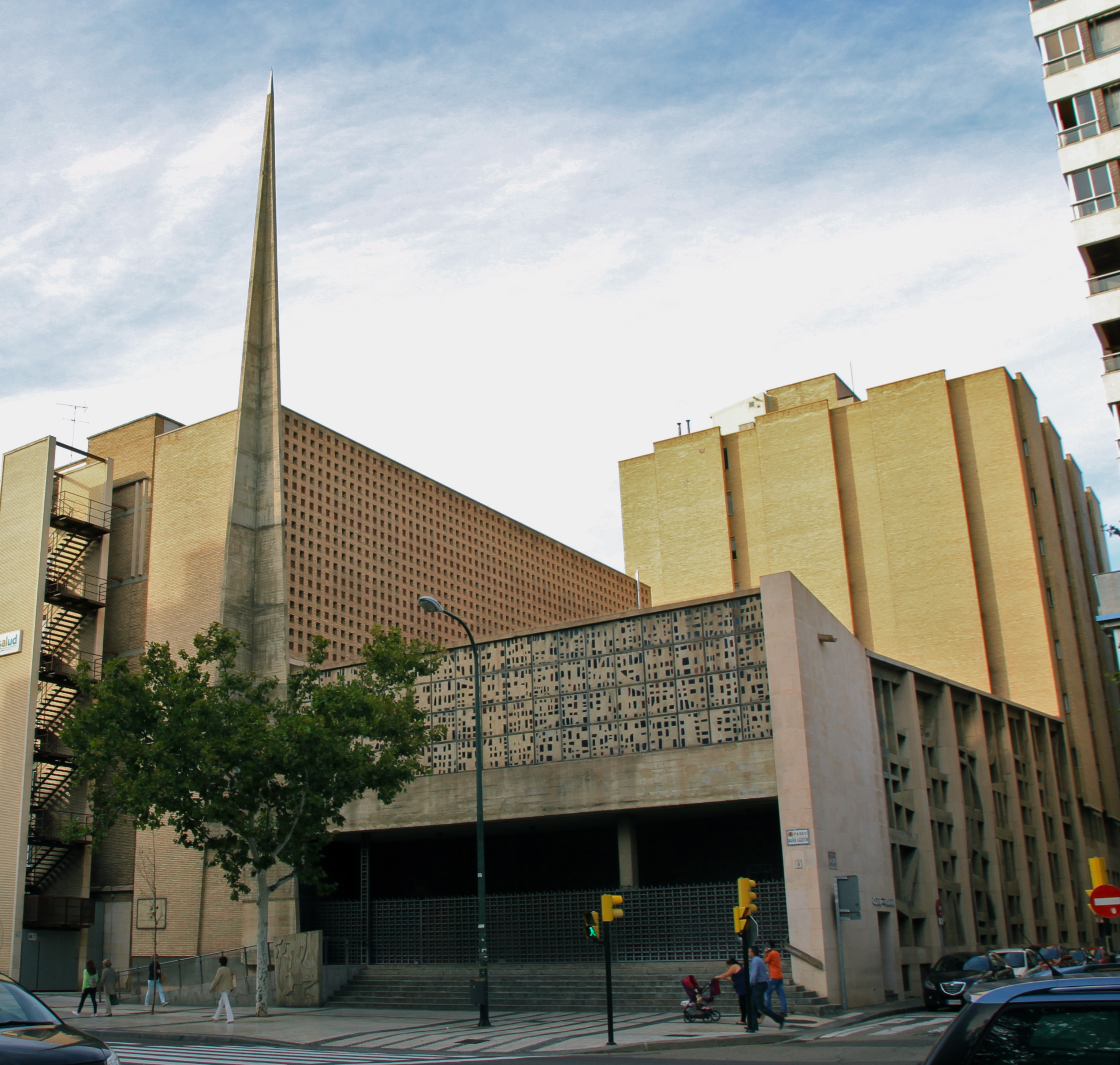
Iglesia de Nuestra Señora del Carmen, Zaragoza.

José Romero Aguirre (Zaragoza, 23 de octubre de 1922 - El Burgo de Ebro 8 de diciembre de 1979) fue un arquitecto español que construyó especialmente en la ciudad de Zaragoza, hermano del también arquitecto Manuel Romero Aguirre. Se lo considera el modernizador de la arquitectura religiosa zaragozana.

## Obra construida

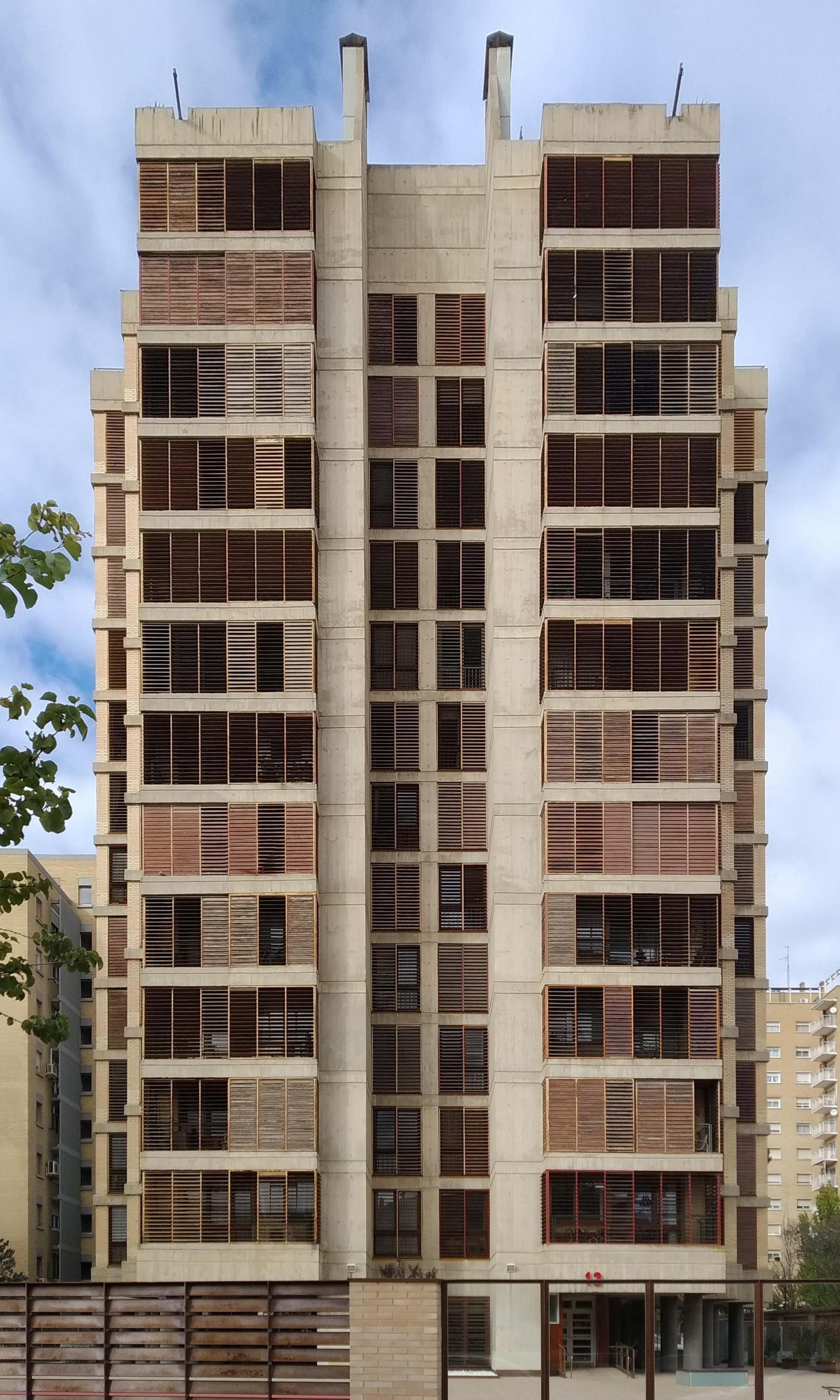
Cooperativa de viviendas Nuestra Señora de Belén (1970), obra de José Romero y Saturnino Cisneros.

- 2020. Residencia de los Padres Jesuitas (Paseo de la Constitución, 6).
- 2020. Conjunto de 351 viviendas económicas para Hogar Cristiano, barrio Pinares de Venecia.
- 2020. Caja de Ahorros de la Inmaculada (Calle Don Jaime I, 33)
- 2020. Nuestra Señora del Carmen (Paseo de María Agustín, 8). Iglesia y Colegio Mayor anexo.
- 2020. Cooperativa de viviendas Nuestra Señora de Belén (Paseo Isabel la Católica, 12). Con Saturnino Cisneros Lacruz. Bloque de viviendas con acabado al exterior de hormigón y celosías de madera en los balcones.